# Serbările galante

Afișul original al filmului

Serbările galante (titlu original: Les fêtes galantes) este un film coproducție franco-română din 1965 regizat de René Clair. Rolurile principale au fost interpretate de actorii Jean-Pierre Cassel și Philippe Avron.

## Prezentare
Povestea filmului are loc undeva și cândva în secolul al XVIII-lea Europa. Armata mareșalului de Allenberg este învinsă de către trupele Prințului Beaulieu și se retrage în cetatea sa.

## Distribuție
- Jean-Pierre Cassel : Jolicœur
- Philippe Avron : Thomas
- Marie Dubois : Divine
- Geneviève Casile : Prințesa  Hélène
- Jean Richard : Prințul de Beaulieu
- György Kovacs : Mareșalul de Allenberg
- Christian Baratier : Frédéric
- Alfred Adam : Sergentul Bel-Œil
- Fory Etterle
- Jean Payen
- Grigore Vasiliu Birlic
- Elena Caragiu
- Adela Mărculescu
- Melania Cârje
- Florin Vasiliu
- Matei Alexandru
- Lucia Amram
- Mircea Balaban
- Michael Berechet
- Mihai Mereuță
- Dem Rădulescu

## Producție
Filmările au început la 1 februarie 1965 și au avut loc la Buftea, Mogoșoaia, Străulești și Snagov (cele exterioare). Filmările  de interior au avut loc la  Buftea.